# Jost Heyder
Jost Heyder (* 5. Oktober 1954 in Gera) ist ein deutscher Maler und Grafiker. Er arbeitet freischaffend in Thüringen und gilt als Vertreter der jüngeren Generation der Leipziger Schule.

## Leben
Heyder besuchte die Polytechnische Oberschule in Wünschendorf an der Elster und anschließend bis zum Abitur 1969 die Erweiterte Oberschule in Gera. Danach leistete er den Grundwehrdienst bei der NVA. Von 1975 bis 1980 studierte er Malerei und Grafik an der Hochschule für Grafik und Buchkunst in Leipzig bei Arno Rink, Bernhard Heisig und Sighard Gille. Danach ließ er sich in Eisenach nieder, wo er Arbeiten für Betriebe und das Rehabilitationszentrum Stockhausen schuf. Von 1980 bis 1983 hatte er einen Fördervertrag mit dem VEB Kombinat Fahrzeugelektrik Ruhla. Die hohe Qualität seiner frühen Werke ermöglichten ihm bereits im Winter 1981 eine Teilnahme am Internationalen Kunstplenair Havanna. Eindrücke dieser Kubareise – er war einziger Delegierter aus der DDR – wurden in seinen folgenden Werken verarbeitet. Er war erster Preisträger der Wettbewerbsausstellung von Kunsthochschulabsolventen der DDR an der HfGB Leipzig.
Von 1982 bis 1984 war er Meisterschüler an der Hochschule für Bildende Künste Dresden bei Gerhard Kettner und erhielt 1987 einen Lehrauftrag an der Pädagogischen Hochschule Erfurt/Mühlhausen. Von 1989 bis 1991 war er Meisterschüler an der Akademie der Künste Berlin bei Wieland Förster. Er war bis 1990 Mitglied des Verbands Bildender Künstler der DDR.
Heyder arbeitet in seinem Atelier in der Kunsthalle Arnstadt.

## Werk
Das Werk Jost Heyders zeichnet sich durch Vielseitigkeit, die Themen und die Techniken betreffend aus.
In seiner speziellen Bilderwelt existieren imaginäre Figurationen, seiner vorherrschenden Themen der Marionetten-, Atelier-, Modell-Bühnenszenen und mythologischen Szenerien neben Einzelfiguren, Porträts, Landschaften und Stillleben, ausgeführt in Acryl, Aquarell, Öl, Kohle, Blei oder Pastell.
Ein in vielfältiger Variation wiederkehrendes Thema einer mythologischen Vorgabe ist „Das Urteil des Paris“, eine von vielen Allegorien der menschlichen Existenz in all ihren Facetten.
Farbig ausgeführte Arbeiten aller Techniken bestechen durch intensive, harmonische Farbkompositionen.
Im Gegensatz zu den o.a. Arbeiten, die impressionistische Züge tragen und bei Landschaftsbildern zuweilen ins Abstrakte tendieren, zeichnet Heyder seine einfühlsamen Menschenbilder nahezu realistisch.

## Teilnahme an zentralen und wichtigen regionalen Ausstellungen in der Zeit der DDR
- 1981: Erfurt („Junge Künstler“)
- 1982: Havanna („Junge Künstler“)
- 1983: Leipzig, Messehaus am Markt („Kunst und Sport“)
- 1984: Erfurt, Bezirkskunstausstellung
- 1984: Berlin, Neue Berliner Galerie im Alten Museum („Junge Künstler der DDR“)
- 1987/1988: Dresden, X. Kunstausstellung der DDR

## Kataloge zu Gruppenausstellungen (Auswahl)
- Balancen – Kunst in Westthüringen
- Querschnitt – Kunstraum Thüringen, Aspekte der Malerei und Grafik im 20. Jahrhundert
- Kassel – Erfurt – Erfurt – Kassel Ausstellungsaustausch
- kunststoff – Landeskunstausstellung Thüringen 2002